# Sveti Marko (Kvarnerský záliv)
Sveti Marko (italsky San Marco) je malý neobydlený chorvatský ostrov v Jaderském moři v Kvarnerském zálivu mezi ostrovem Krk a městem Kraljevica na pevnině. Průliv Tihi kanal mezi východním pobřežím ostrova a pevninou je široký asi 450 m, průliv Burni kanal mezi jeho jižním pobřežím a Krkem asi 160 m.
Sveti Marko má zhruba trojúhelníkový tvar. Východní a jihozápadní pobřeží je velmi strmé a špatně přístupné. Severozápadní pobřeží má sklon mírnější. Rozloha ostrova je 0,706 km², délka pobřeží je 3,89 km. Nejvyšším bodem je vrch Glava, dosahující výšky 104 m.
Díky poloze na cestě z pevniny na ostrov Krk byl znám již ve starověku pod názvem Almis. Ve středověku byl nazýván Omiš. Na mysu Brodac na severu ostrova stojí maják, jehož světlo je viditelné do vzdálenosti 6 námořních mil. V jižní části ostrova je usazen pylon Mostu Krk, spojujícího ostrov Krk s pevninou. Ostrov je sezónně a nepravidelně obýván rybáři a turisty. U mostu je vybudována strážnice.